# Сан Фернандо (Италија)
Сан Фернандо (итал. San Ferdinando) је насеље у Италији у округу Ређо ди Калабрија, региону Калабрија.
Према процени из 2011. у насељу је живело 3908 становника. Насеље се налази на надморској висини од 8 м.

## Становништво
Према резултатима пописа становништва 2011. у општини је живело 4.299 становника.
| 1931. | 1936. | 1951. | 1961. | 1971. | 1981. | 1991. | 2001. | 2011. |
| ----- | ----- | ----- | ----- | ----- | ----- | ----- | ----- | ----- |
| 2.559 | 2.897 | 3.866 | 3.901 | 3.928 | 4.286 | 4.335 | 4.339 | 4.299 |